# Vierge à l'Enfant (Bellini, Rome)
Cette Vierge à l'Enfant est une peinture à l'huile sur bois (50 × 41 cm) de Giovanni Bellini réalisée vers 1510, conservée à la Galerie Borghèse de Rome.

## Histoire
Bellini a déjà environ quatre-vingts ans quand il réalise cette œuvre ; il est déjà reconnu comme l'un des artistes les plus prestigieux de la Renaissance vénitienne, capable de s'adapter continuellement aux dernières tendances.
La peinture est généralement comparée à la Vierge à l'Enfant de  la pinacothèque de Brera de 1510, à la Madonna del prato d'environ 1505 et à la Vierge à l'Enfant de Détroit (Michigan) de 1509.

## Description
La figure monumentale de Marie assise sur un trône se détache dans le paysage situé à droite d'un rideau vert, avec l'Enfant assis sur un de ses genoux.
Le tableau est signé dans le cartouche sur le bord inférieur.

## Analyse et style
Selon certains historiens, comme Mariolina Olivari, l'œuvre est la dernière Vierge à l'Enfant entièrement de la main de Bellini, tandis que de manière plus isolée, Heinemann Dussler la considère comme une œuvre d'atelier, des collaborateurs exécutant partiellement ou intégralement des œuvres à destination domestique sur des dessins du maître. Ces discussions sont aujourd'hui dépassées.
Les formes dilatées du groupe sacré, avec un élargissement curviligne des volumes et une intensité chromatique, désormais orientée vers le tonalisme, typiques de la dernière phase de l'artiste, témoigneraient de l'autographie. La mère et l'enfant ne se regardent pas, mais leur lien est souligné par l'entrelacement des gestes, Marie ne serrant plus l'enfant contre elle, mais l'offrant tranquillement à l'adoration du spectateur. Marie caresse le pied de l'Enfant, un motif fréquent dans les compositions de l'artiste pour humaniser les représentations des personnages sacrés, montrant aussi le simple amour d'une mère pour son enfant.
Bien qu'il manque l'interpénétration directe entre les sujets sacrés et l'arrière-plan, avec la récupération du rideau comme intermède, le paysage reste néanmoins fixé sur les valeurs atmosphériques de la peinture tonale, actualisées par les innovations de Giorgione.
Le paysage, d'une luminosité chaleureuse, est ponctué de quelques petites figures minutieusement représentées, issues de la tradition gothique tardive, apprise par Giovanni de son père Iacopo Bellini. Dans les collines qui apparaissent au loin, figurent deux agriculteurs sur une route et une forteresse. Le  paysage est ordonné et unifié avec une lumière dorée, qui investit également le groupe sacré, donnant à l'ensemble unité et harmonie.
Du fond avec des monts, un chemin s'interrompt devant un tremble, l'arbre rapporté à la Passion qui, tout proche de la Vierge à l'Enfant, annonce le sacrifice à venir.